# Totally Enormous Extinct Dinosaurs
Orlando Tobias Edward Higginbottom (født 7. marts 1986), bedre kendte under sit scenenavn Totally Enormous Extinct Dinosaurs, er en britisk electronica musikproducer, DJ og sanger baseret i USA.

## Diskografi

### Albums
- Trouble (2012)

### Singler
| Title                                                            | Year | Peak chart positions | Peak chart positions | Peak chart positions | Album             |
| Title                                                            | Year | UK                   | UK Dance             | BEL (Vl)             | Album             |
| ---------------------------------------------------------------- | ---- | -------------------- | -------------------- | -------------------- | ----------------- |
| "Trouble"                                                        | 2011 | –                    | –                    | —                    | Trouble           |
| "Garden"                                                         | 2011 | 135                  | 23                   | 87                   | Trouble           |
| "You Need Me on My Own"                                          | 2012 | –                    | –                    | —                    | Trouble           |
| "Tapes & Money"                                                  | 2012 | –                    | –                    | —                    | Trouble           |
| "Stronger / American Dream Part II"                              | 2012 | –                    | –                    | —                    | Trouble           |
| "Household Goods (re-release)"                                   | 2012 | –                    | –                    | —                    | Trouble           |
| "Your Love"                                                      | 2012 | –                    | –                    | 105                  | Trouble           |
| "Lion, the Lion" (with Eats Everything)                          | 2013 | –                    | –                    | —                    | Get Lost VI       |
| "Without You" (with Dillon Francis)                              | 2013 | –                    | –                    | —                    | Non-album singles |
| "Feels Like" (with Anna Lunoe)                                   | 2014 | –                    | –                    | —                    | Non-album singles |
| "Leave A Light On"                                               | 2018 | –                    | –                    | —                    | Non-album singles |
| "Don't You Forget About Me"                                      | 2018 | –                    | –                    | —                    | Non-album singles |
| "Body Move"                                                      | 2018 | –                    | –                    | —                    | Non-album singles |
| "Energy Fantasy"                                                 | 2018 | –                    | –                    | —                    | Non-album singles |
| "—" denotes an recording that did not chart or was not released. |      |                      |                      |                      |                   |